# Лацарус, Нагида Руфь
Нагида Руфь Лацарус (нем. Nahida Ruth Lazarus; 1849—1928; урождённая Нагида Штурмгефель, в первом замужестве Реми) — немецкая писательница и журналистка, жена немецкого философа, психолога, издателя и педагога Морица Лацаруса; писала под именем Nahida Remy.

## Биография
Нагида Штурмгефель родилась 3 февраля 1849 года в Берлине в христианской семье публициста Макса Александра Фридриха Шаслера и немецкой поэтессы Нагиды Штурмгефель, которая известна под псевдонимом St. Hadian.
За участие в революционных волнениях 1848 года Макса Шаслер был выслан из Берлина и стал читать лекции в Гейдельбергском университете, но вскоре был выслан и оттуда. Поэтому детство Нагида Штурмгефель провела в постоянных переездах: примерно в 1854 году она переехала с матерью сначала на юг Франции, затем в Палермо и вернулась в германскую столицу лишь в 1864 году. Она обучалась как актриса и впервые вышла на сцену в 1866 году во Вроцлаве.
По возвращении в Берлин стала внештатным писателем, дебютировав в литературе в 1870 году под именем Nahida Remy с драматическим произведением «Die Rechnung ohne Wirt», за которым последовал ряд новелл, романов и драм, имевших значительный успех. Лучшим её произведением в области беллетристики являются написанные в 1855 году «Сицилийские новеллы и эскизы». Работа на литературном поприще свела её с драматургом Максом Реми (нем. Max Remy; 1839—1881), за которого она вскоре вышла замуж: этот брак продолжался до самой смерти Реми.

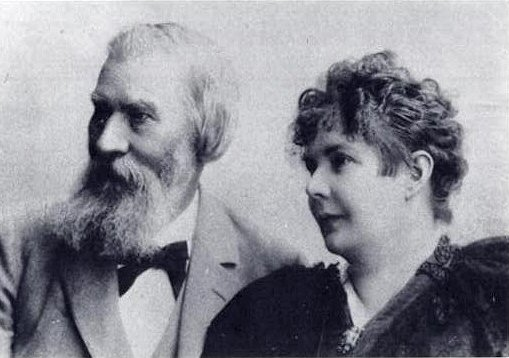
Нахида Рут Лазарус-Реми и её второй муж Мориц Лацарус (1895 год)

Знакомство Нагиды с Морицем Лацарусом произвело на неё глубокое впечатление, и она заинтересовалась как еврейской этикой, так и иудаизмом вообще. В 1892 году она выпустила книгу «Das jüdische Weib», в которой проявилась пламенная, восторженная любовь писательницы к еврейству, его религии и народу. Такой же восторженной любовью к еврейству отличается и её сочинение «Das Gebet in Bibel und Talmud» изданное в 1892 году.
Более поздние произведения писательницы («Kulturstudien über das Judenthum», 1893, «Humanität und Judenthum», 1894) свидетельствуют уже и обо многих познаниях автора в области еврейской религии, культуры и истории.
В 1895 году, спустя почти 15 лет после смерти своего первого мужа Макса Реми, она приняла иудаизм и вышла замуж за своего старого друга и учителя Морица Лацаруса, изменив своё имя Нагида на Руфь.
Свои душевные переживания и свою автобиографию она изложила в книге «Ich suchte dich» (1898 год).
Второго мужа Нагида Руфь Лацарус пережила почти на четверть века и уже не выходила замуж; она умерла 17 января 1928 года в городке Мерано на севере Италии.

## Избранная библиография
- Die Rechnung ohne den Wirt. Lustspiel 1870
- Wo die Orangen blühen, Roman 1872
- Constanze, Schauspiel 1879
- Die Grafen Eckardstein, Drama 1880
- Schicksalswege, Volksschauspiel 1880
- Domenico, Schauspiel 1884
- Nationale Gegensätze Drama 1884
- Sizilianische Novellen 1886 (Neue Ausgabe 1886 mit dem Titel Heißes Blut)
- Liebeszauber, Drama 1887
- Geheime Gewalten, Roman in zwei Bänden, 1890
- Das jüdische Weib 1891
- Culturstudien über das Judenthum 1893 (2. Aufl. 1898 unter dem Titel Das jüdische Haus)
- Ich suchte dich! Biographische Erzählung 1898
- Meine Bildersammlung 1911.